# Chico Scimone
Chico Scimone (Boston, 17 novembre 1911 – Taormina, 9 aprile 2005) è stato un nuotatore italiano.
Detiene il record mondiale della gara internazionale della scalata dei 1576 gradini degli 86 piani dell'Empire State Building di New York avendolo scalato sin dal 1984 (a 72 anni in 21' e 13'') più volte di tutti sino al 1º febbraio 2005 (a 94 anni in 49' e 28''). È quindi stato il più anziano scalatore al mondo dei gradini dell'Empire State Building.
Il 1º gennaio 1974 insieme alla campionessa francese di tennis Evelyne Papale Terras, moglie di Dino Papale fondatore della Women's Tennis Association, ha inventato a Taormina il famoso "tuffo a mare" che ormai, ogni anno, è tradizionale e annovera centinaia di partecipanti. Nello stesso anno è stato eletto presidente del Taormina Sporting Club, la più antica società sportiva siciliana (fondata nel 1925),carica che ricoprì sino al 1976. È stato più volte campione mondiale veterani di marcia nella categoria "veterani master".
Ha vissuto, gli ultimi trent'anni della sua vita in Sicilia, a Taormina dove ha creato il noto night club La Giara e viveva facendo il pianista ed il direttore d'orchestra. Insieme a Robertino e Dino Papale è rappresentato nel famoso murales del Cafè Mocambo di Taormina in cui Robertino volle immortalare i principali personaggi della dolce vita taorminese. Alla sua morte gli americani illuminarono per tre notti il famoso grattacielo con i colori italiani, essendo Chico Scimone figlio di immigrati italiani.